# Complete of MANISH at the BEING studio
complete of MANISH at the BEING studio(コンプリート・オブ・マニッシュ・アト・ザ・ビーイング・ステューディオ)はMANISHのアルバム。

## 内容
『at the BEING studio』シリーズ第4弾。2ndアルバム「INDIVIDUAL」に収録する予定だった未発表曲2曲を含むシングルコレクション的なアルバム。全曲リマスタリング。ライナーノーツ付き。スペシャルBOX仕様。100位以内に入った作品は現時点で最後である。
2012年9月26日に価格を1680円に改めた再発盤が期間限定で発売された。

## 収録曲
1. 恋人と呼べないDistance (130 Bland-new mix)
作詞:小田佳奈子・すみれ 作曲:すみれ 編曲:明石昌夫
2. 声にならないほどに愛しい
作詞:上杉昇 作曲:織田哲郎 編曲:明石昌夫
3. 素顔のままKISSしよう
作詞:大黒摩季 作曲:西本麻里 編曲:明石昌夫
4. 君が欲しい 全部欲しい
作詞:大黒摩季 作曲:織田哲郎 編曲:明石昌夫
5. 眠らない街に流されて
作詞:大黒摩季 作曲:織田哲郎 編曲:明石昌夫
6. だけど止められない(single ver.)
作詞:高橋美鈴 作曲:西本麻里 編曲:明石昌夫
7. もう誰の目も気にしない
作詞:小田佳奈子 作曲:西本麻里 編曲:明石昌夫
8. 明日のStory
作詞:高橋美鈴・井上留美子 作曲:西本麻里 編曲:明石昌夫
9. 走り出せLonely Night
作詞:高橋美鈴 作曲:栗林誠一郎 編曲:明石昌夫
10. 煌めく瞬間に捕われて
作詞:高橋美鈴・川島だりあ 作曲:川島だりあ 編曲:明石昌夫
11. この一瞬という永遠の中で
作詞:牧穂エミ 作曲:西本麻里 編曲:葉山たけし
12. 君の空になりたい
作詞:小田佳奈子 作曲:栗林誠一郎 編曲:池田大介
13. いつでも いまでも いつかは
作詞:高原裕枝 作曲:西本麻里 編曲:明石昌夫
14. ゆずれない瞬間
作詞:高橋美鈴 作曲:栗林誠一郎 編曲:明石昌夫
15. 眩しいくらいに…(single ver.)
作詞:高橋美鈴 作曲:西本麻里 編曲:明石昌夫
16. IT'S SO NATURAL
作詞:高橋美鈴 作曲:西本麻里 編曲:古井弘人
17. 夢の飛行機※
作詞:高原裕枝 作曲:西本麻里 編曲:明石昌夫
18. 明日に向かって※
作詞:井上留美子 作曲:西本麻里 編曲:明石昌夫

※…初収録作品

## レコーディング参加
- 高橋美鈴 - ボーカル
- 西本麻里 - キーボード
  - 鈴木英俊 - ギター
  - 生沢佑一 - コーラス
  - 栗林誠一郎 - コーラス